# Бренсбах
Бренсбах (нім. Brensbach) — громада в Німеччині, знаходиться в землі Гессен. Підпорядковується адміністративному округу Дармштадт. Входить до складу району Оденвальд.
Площа — 23,18 км2. Населення становить 4963 ос. (станом на 31 грудня 2020).